# 立川こしら
立川 こしら（たてかわ こしら、1975年（昭和50年）11月14日 - ）は落語立川流の落語家。
本名、若林 大輔（わかばやし だいすけ）。立川志らく門下総領弟子、真打。一般社団法人うみ落語協会代表理事。

## 経歴
- 千葉県東金市出身。千葉県立東金商業高等学校卒業。
- 10代のうちはパンクバンドをやった後に劇団・お笑いなどを転々とする。
- 1995年（平成7年）放送作家の奥山コーシンが講師を務めていた東京アナウンス学院「お笑いタレント科」一期生となる[2]。
- たまたま奥山の使いで立川志らくの落語会に届け物をする機会があった際に「なんとなく勢いで」初対面の志らくに入門を直訴した[3]。
- 1996年（平成8年）5月 - 立川志らくに正式に入門(「東西寄席演芸家名鑑２」2021年版・東京かわら版刊より)[4]。立川らく坊（卒業[5]）と同時入門。前座名「らく平」。
- 2001年（平成13年）5月 - 二つ目昇進。「こしら」に改名。
- 2011年（平成23年）11月 - 志らく一門の真打トライアル試験に合格。真打昇進が内定。
- 2012年（平成24年）12月 - 弟弟子の立川志ら乃と共に真打昇進。立川談志の孫弟子では初、5代目柳家小さんの曾孫弟子(孫弟子から預かり弟子となった者の弟子は除く)でも初となる真打昇進となった。
- 2013年（平成25年）7月 - 武川雅寛・白井良明とユニット「ガカリョウこしらのクールじゃ、PON」を結成、フジロックフェスティバル「苗場食堂」に出演[6]。落語家がフジロックに出演したのはこの時が初。
- 2014年（平成26年）5月 - 一旦、落語家を休業。
- 2014年（平成26年）12月 9日 - 活動再開。休業中は静岡県賀茂郡松崎町で米・ハーブ・養蜂などの農業に携わっていたことが本人から明かされ、落語会会場や通販でそれらが販売された。
- 2009年から、毎月東京でファンミーティング的独演会「こしらの集い」を開催していたが、2014年（平成26年）の休業によりいったん休止。復帰後の2015年（平成27年）より「集い」の開催場所を増やし、東京・大阪（一時は2か所で開催）・京都（終了）・名古屋（2016年で終了、会場を変更して2022年3月～)・津・浜松（2016年1月～2021年12月）・札幌（2020年1月 ～ ）・福岡（2022年1月～）、帯広（2023年1月～）で毎月独演会を開催している。
- 2017年より海外でも公演を行う。（オーストラリア、バルセロナ、ヒューストン、メキシコ、インド、ニューヨーク、ニュージーランド）。2024年より 韓国・釜山での定期公演もスタート。
- 2020年（令和2年）4月7日 ～ 13日 - 新型コロナウイルスの影響で外出を控える人のために、山形県米沢市の小野川温泉の「鈴の宿 登府屋旅館」で、旅館の協力のもとZoom・YouTubeによる7日間連続配信落語会を開催[7]。
- 2020年（令和2年）5月1日 ～ 3日 - ZoomとYouYubeを用いweb上で「GW落語fes (GW寄席)」を開催。各日16:00（初日17:00） ～ 23:30まで春風亭一之輔・三遊亭萬橘・笑福亭たま・登龍亭獅篭・柳家東三楼・桂ぽんぽ娘・サンキュータツオ・広瀬和生など東西・協会を縦断した顔ぶれの出演者によるプログラムの落語会を単独でプロデュースした。キャッチフレーズは「視聴無料・入退場自由・飲食OK・スマホの電源切る必要無し」[8]。
- 2021年9月、住民票を長崎県対馬市に移す[9]。コロナ禍により落語会の開催に影響が出てエンタメ関係の補助金を調べるうち、有人国境離島法（国境離島新法）の支援メニューにある雇用機会拡充に魅力を感じ移住を決めたと語っている[10]。
- 2021年11～12月、山形県の小野川温泉「鈴の宿 登府屋旅館」の遠藤直人が企画した『ご当地落語プロジェクト』にプロデュースとして参加。山形・福島両県の５つの温泉地に、４～５人の落語家と落語作家、フォトグラファーらが４日間連続滞在。この間、名所・旧跡めぐり、地域の方々へのインタビューを行い、それらを盛り込み創作した新作落語を、最終４日目に現地で開く落語会で披露した。４日間の落語家の現地での行動は、絶えずSNSなどで動画配信され、「落語が創られるプロセス」をオープンにした画期的な企画。地元メディアやNHKテレビ・ラジオ（全国ネット）にも大きく取り上げられた。「ご当地落語」を主催した地元落語協議会は第25回「人に優しい地域の宿づくり賞」（主催：全国旅館ホテル生活衛生同業組合連合会）優秀賞を受賞[11]。福島・芦ノ牧温泉で生み出された鈴々舎馬るこ「バルブ職人」「贋金の村」などは東京の寄席でも演じられるレパートリーのひとつとなった。また、落語家が地域の人々に話を聞いて落語を作るご当地落語のフォーマットは、後に日本財団による「海と日本プロジェクト」でも用いられた[12]。

| 日程            | 温泉地           | 主会場              | 参加者など                                                              |
| --------------- | ---------------- | ------------------- | ----------------------------------------------------------------------- |
| 2021/ 11/6～9   | 山形・小野川温泉 | 鈴の宿 登府屋旅館   | 立川こしら、立川志ら門、立川寸志、柳家緑助、ナツノカモ※、武藤奈緒美〇   |
| 2021/ 11/15～18 | 福島・土湯温泉   | YUMORI ONSEN HOSTEL | 立川こしら、桂優々、柳家緑助、柳亭信楽、ナツノカモ※、武藤奈緒美〇       |
| 2021/ 12/6～9   | 山形・赤倉温泉   | 湯守の宿 三之亟     | 立川こしら、立川志ら門、桂竹千代、柳亭信楽、柳家緑助、武藤奈緒美〇      |
| 2021/ 12/10～13 | 福島・芦ノ牧温泉 | 大川荘              | 立川こしら、鈴々舎馬るこ、立川志ら門、柳家緑助、讃岐邦好※、武藤奈緒美〇 |
| 2021/ 12/14～17 | 福島・岳温泉     | お宿 花かんざし     | 立川こしら、立川志獅丸、桂優々、柳家緑助、三遊亭萬丸、武藤奈緒美〇      |

無印は落語家、※は落語作家、〇は記録カメラマン。
- 2024年11月～12月、初演の落語を異なる落語家が再演するという形で第2回ご当地落語が開催された。こしら・かしめ師弟は配信や撮影など裏方に専念。

- 2024年4月8日に開局したコミュニティFM「エフエム対馬」（運営会社：(株)コミュニティメディア）[13]では、複数の番組でパーソナリティを務めている。また、東京の落語家出演の番組も多くプロデュースしている[14]。

## 人物
- 立川志らくの一番弟子。しかし、師匠の志らくが暖めておいた高座名「志ら乃（シラノ・ド・ベルジュラックを参照のこと）」を与えてもらえなかった。（「志ら乃」は現在弟弟子が名乗っている）。
- 前座当時は談志門下に登龍亭獅篭（当時・立川志加吾）がおり、彼の漫画『風とマンダラ』の登場人物として、作者と立川キウイに次ぐ出演回数で登場していた。獅篭とは現在でも仲が良く、2017年（平成29年）1月から、名古屋で「ママには俺から言っておく（通称：ママ俺）」というタイトルの落語会を2024年まで二人で開催した。会のタイトルは、二人が前座時代に東京で開いていた会の名前[15]。
- 独自のページデザインや映像製作などを手がける「合同会社第プロ」「合同会社伝統組」の主宰。
- 同門の立川志ららと組み「平成立川ボーイズ」「カラッペタンズ」、「Hallo中堅（番組名）」など、二人でユニットを組み番組を持った。
- コカ・コーラがトレードマークになるくらいの無類のコーラ好き。手ぬぐいにコカ・コーラのデザインをもじったものが存在する（落語で使用されるめくりなどの寄席文字は基本的に名前を縦書きなので、「こしら」を「こーら」と読み間違える人も少なくない）。
- 真打昇進のニュースが流れた正に同時期、大師匠である談志が死去した。よってこしらと弟弟子の志ら乃のみが、談志存命中に真打昇進が決まっていた孫弟子となった。
- ゲームマニアで過去に艦隊これくしょんを無課金でプレイしユーザーランキング80位に食い込み横須賀鎮守府の提督を与えられた。[16]
- Google Niantic Labsが提供するスマートフォンゲーム「Ingress」のプレイヤーであることを公表している。Ingressのあるあるネタを用いた落語を2015年6月20日、宮城県仙台市太白区あすと長町 ゼビオアリーナ仙台で行われた公式イベントの「Persepolis XM Anomaly Primary: Tohoku Japan」で披露した。[17][18]
- Pokémon GOもベータ版からプレイ。地域限定ポケモンをゲットするためと銘打ち、落語の世界公演を行っている[19]。
- 仮想通貨とその運用について詳しい[20][21]。
- 毎年、夏と年末年始は釜ヶ崎でイベントに出演している。
- 宗教家でひかりの輪代表の上祐史浩と、2019年９月に新宿ロフトプラスワンでトークライブを開催。以降、複数回開催している。
- 2023年、落語立川流に所属しつつピン芸人として漫才協会に入会を考え、メールで漫才協会に打診してみたが、理事会での検討を経て断りの返事が来た[22]。
- 2023年5月より、コミュニティメディアが主催した落語会をきっかけに、韓国の釜山で日本語での落語会を定期的に開催している。
- 2025年7月1日、座・高円寺での立川吉笑真打昇進披露興行に出演。昇進披露口上の進行役となったが、口上の決まり文句を上手に言えないと新真打に迷惑をかけるという理由で、こしらは舞台上で声を発さず、舞台袖にいる立川寸志の影アナに合わせて口パクで当てぶりをするという空前絶後のスタイルで口上を進行させた[23][24]。

## 弟子

### 二ツ目
- 立川かしめ

## 主な出演番組

### ラジオ・ネットラジオ

#### 現在
- 新ニッポンの話芸 ポッドキャスト - 配信中（Podcast対応。2012年7月より）
- 週キャスこしら - 配信中（Podcast対応）[25]
- Hallo中堅 志らら×こしら（Youtube立川こしら伝統組チャンネル）（2020年6月6日 - 、一時中断あり）
- コシコシ凸待ち配信（Youtube立川こしら伝統組チャンネル）（2022年11月1日 - 、ほぼ毎日不定刻)
- 「リビング！対馬」「何で入ったんですか？」（FMつしま、2024年4月～）
- 怪奇幽玄亭 (YouTubeチャンネル) (2025年1月28日開設、同年2月25日配信開始)

#### 過去
- 梶田夕貴と立川こしらのトーク番長（FMひき）※ 終了
- 立川こしらと梶田夕貴の金曜マッカーサー（すときゃ!、2005年3月4日 - 2006年2月24日　全51回）
- こしらIN（すときゃ!、（2005年（平成17年）3月3日 - 2007年（平成19年）9月28日））※ 終了
- 立川こしらのガッテン!こしらじお（ラジオ日本、? - 2008年9月26日）※ 終了
- 立川こしらのこしら・える時間（ラジオ日本）※ 終了　※ Podcast 対応
- 立川こしらのロンドンジャンクション（FMやまと）
- 立川こしらと古原奈々の"こしらにフルな?!"（すまいるエフエム、2009年4月3日 - 2014年4月3日　全260回）
- ※ Podcast対応 ・ サイマルラジオ（ネット生配信）対応

- 立川こしらのNYT2（daipuroTV・動画配信）
- 平成立川ボーイズのオールナイトニッポンR（ニッポン放送・NRN、2010年1月24日 - 2010年3月20日　全3回）
- 立川こしらの落語の学校（2013年4月 - ）
- 吉田照美 飛べ! サルバドール（文化放送） - 飛び出せ! 子ザル リポーター（水曜担当。2013年4月10日 - 2014年3月26日）
- SHIBA-HAMAラジオ - （文化放送、2018年10月 - 2019年3月、火曜日担当）
- 大喜利セーフ22 - （Youtube、2020年3月 - 2022年1月30日YouTubeで222回にわたり配信、月水金22:30頃からのLIVE配信。配信回数は222回）
- くにまる食堂（文化放送、2022年5月30日）

### テレビ
- サンデージャポン（TBSテレビ、2017年12月9日）
- つしまる通信（対馬市CATV、2021年～）

### 映画
- ギフテッド～フリムンと乳売り女～ (出馬康成監督、2017年)
- どっこいしょ（小手川望監督、2021年）

## CD
- 高速落語 R-30 3分×30席！ これで古典落語がざっくりわかる vol.1～3（avex trax、2011年11月）
- 立川こしら真打昇進記念盤 高速落語 大ネタ十 （avex trax、2012年11月）
- 死神（avex trax、2017年12月）

## 著書
- 『妄想肥大症候群』 (オンブック) – 2005年6月
- 『その落語家、住所不定。　タンスはアマゾン、家のない生き方』 (光文社新書) – 2019年1月18日
- 『立川こしら “まくら”で知る落語家の華麗なるＩＴライフ』（竹書房） - 2023年5月

## 関連書籍
- 立川談志・落語立川流一門『談志が死んだ、立川流はだれが継ぐ』講談社、2003年、415頁
- 広瀬和生『この落語家を聴け！』集英社文庫版、2010年、357 - 362頁
- 広瀬和生『落語評論はなぜ役に立たないのか』光文社新書、2011年、176 - 180頁
- 広瀬和生『噺家のはなし』小学館、2012年、110 - 113頁
- 南葵亭樂鈷『落語家のようなもの 立川こしら論』2013年、彩流社